# 청주 가경동 유적
청주 가경동 유적(淸州 佳景洞 遺蹟)은 충청북도 청주시 흥덕구 가경동에 있는 유적지이다. 2002년 1월 11일 충청북도의 기념물 제120호로 지정되었다.
청동기시대와 백제시대에 활발한 문화활동이 있었던 지역으로 신병동 백제고분군, 봉명동, 송절동 지역과 연계되는 청주지역의 역사를 밝힐 수 있는 중요 유적이다.

## 참고 자료
- 청주 가경동 유적 - 국가유산청 국가유산포털